# Lucy Greenish

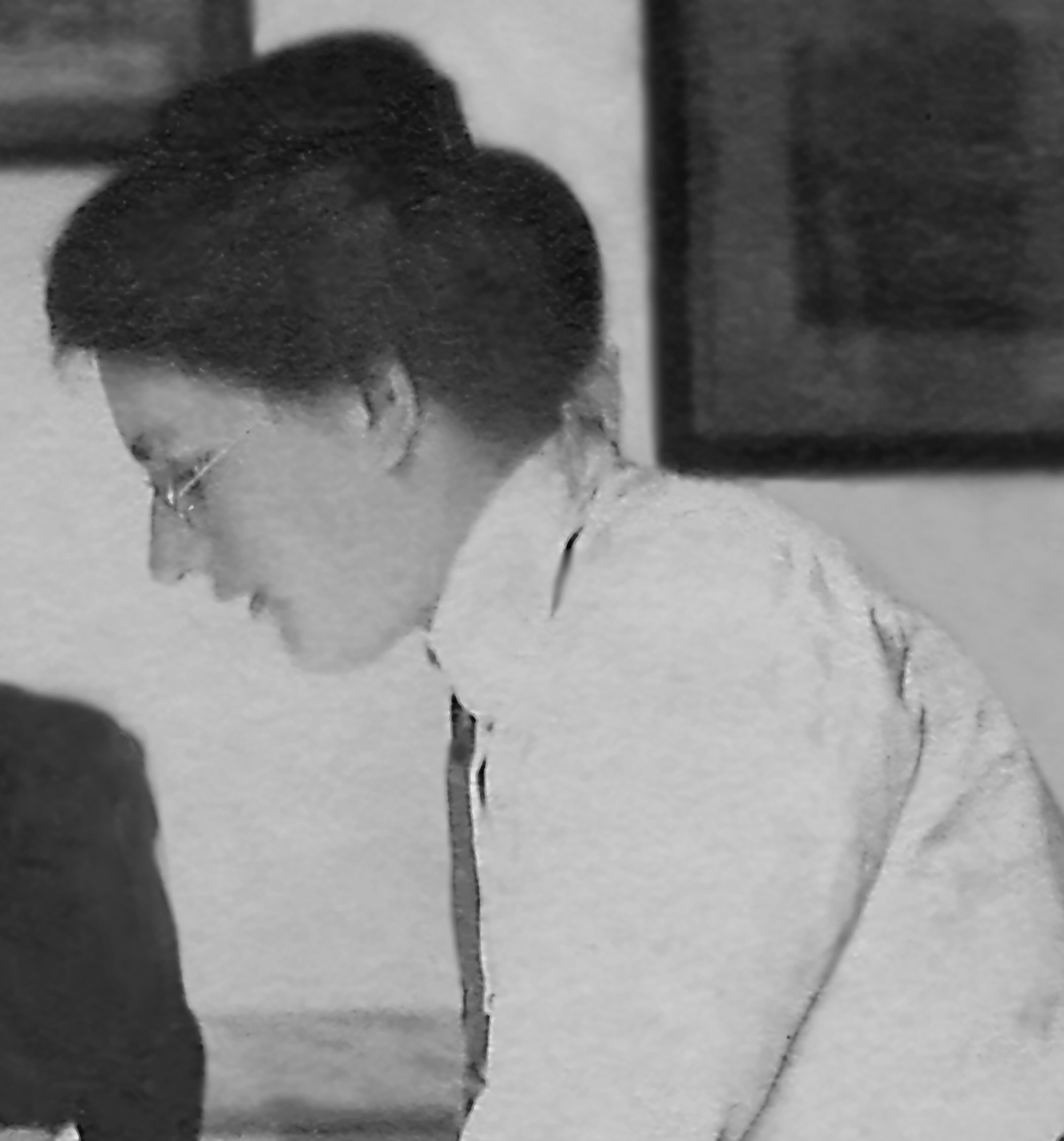
Lucy Greenish

Lucy Adelaide Greenish (* 9. November 1888 in Brisbane, Australien; † 4. September 1976 in Neuseeland) war eine neuseeländische Architektin. Sie war die erste Frau, die in Neuseeland als Architektin registriert wurde.

## Leben und Werk
Greenish war die Tochter des Versicherungsmanagers George William Greenish und seiner Frau Margaret Emily Eggar. Ihre Mutter gründete eine Sekundarschule und einen Kindergarten in Karori  nach den Prinzipien von Friedrich Fröbel. 1909 wurde sie im Alter von 20 Jahren vom Wellingtoner Architekturbüro Atkins and Bacon eingestellt. Sie arbeitete dort bis 1915 und absolvierte offenbar eine Ausbildung zur Zeichnerin, bevor sie nach Dunedin zog, wo sie als Mitarbeiterin einer örtlichen Firma registriert ist.
Aufgrund ihrer Ausbildung bei Atkins and Bacon wurde sie, als das New Zealand Institute of Architects (NZIA) 1914 alle etablierten Architekten nach ihrer neuen Gesetzgebung registrierte, die erste registrierte Architektin in Neuseeland. Sie war die einzige Frau unter den 315 Architekten, die im Rahmen dieses Prozesses registriert wurde. Später arbeitete sie für ein anderes Wellingtoner Unternehmen, Robb and Page, und möglicherweise für den Architekten Henry Mandeno. 1923 wurden ihre  Aquarellkunstwerke in einer Kunstausstellung gezeigt und in einer Zeitung in Dunedin rezensiert.
Nachdem sie 1926 in Australien ein uneheliches Kind zur Welt gebracht hatte, eröffnete sie 1927 in Lower Hutt ein eigenes Architekturbüro und machte Werbung in den Hutt News. Nach ihrer Registrierung bei der NZIA 1913 wurde erst 1936 die nächste Frau als Architektin bei dem NZIA registriert. Dabei handelte es sich um Dorothy Wills (später Coulthard), die 1933 die zweite Frau gewesen war, die ihr Studium an der University of Auckland als Architektin abgeschlossen hatte.
Greenish heiratete 1945 Henry Symes, der 1949 in Marton starb. Sie starb am 4. September 1976.
Die Veröffentlichung Making Space: A History of New Zealand Women in Architecture der in Wellington ansässigen Historikerin Elizabeth Cox aus dem Jahr 2022 ist Lucy Greenish gewidmet.